# ヒメモリクイナ
ヒメモリクイナ(姫森水鶏、学名：Eulabeornis mangle)は、ツル目クイナ科に分類される鳥類の一種である。

## 分布
ブラジル北東部に分布する。ブラジル固有種。

## 形態
体長27-29cm。頭頂部は灰色、顔は淡い灰色で、目の上の部分がやや白っぽい。体の上面はオリーブ色がで、上尾筒と尾は黒色である。前頸から胸にかけては赤茶色、腹は灰色がかった黄色である。虹彩は赤色、嘴は黄緑色で基部は赤色、脚はやや黒みがかった赤色である。

## 生態
海岸のマングローブ林や沿岸の湿地帯などに生息する。